# بهادرجان سلطانف
بهادرجان سلطانف (انگلیسی: Bahodirjon Sultonov؛ زادهٔ ۱۵ ژانویهٔ ۱۹۸۵) بوکسور اهل ازبکستان است.